# Zemský okres Rýn-Neuss
Zemský okres Rýn-Neuss (německy Rhein-Kreis Neuss) je zemský okres v německé spolkové zemi Severní Porýní-Vestfálsko, ve vládním obvodu Düsseldorf. Sídlem správy zemského okresu je město Neuss. Má přibližně 451 tisíc obyvatel. 

## Města a obce
| Města: 1. Dormagen 2. Grevenbroich 3. Jüchen 4. Kaarst 5. Korschenbroich 6. Meerbusch 7. Neuss | Obce: 1. Rommerskirchen |